# Love Don’t Cost a Thing
A Love Don’t Cost a Thing, Jennifer Lopez első kislemeze második albumáról a J.Loról, amely a Billboard Hot 100on a harmadik helyen szerepelt.
A kislemezről spanyol verzió is készült a Amor Se Paga con Amor címen, mely a latin-amerikai kiadásokon szerepelt.
Az énekesnő a Love Don’t Cost a Thing dalt először a MTV Europe Music Awardson mutatta 2000-ben, (Stockholm, Svédország).

## Változatok

### Amerikai Egyesült Államok: kislemez
1. Love Don’t Cost a Thing (HQ2 Club Vocal Mix)
2. Love Don’t Cost a Thing (Main Rap #1 ft. (P. Diddy)
3. Love Don’t Cost a Thing (RJ Schoolyard Mix ft. Fat Joe)
4. Love Don’t Cost a Thing (Full Intention Club Mix)
5. Let’s Get Loud (Kung Pow Club Mix)

### Egyesült Királyság: fokozott kislemez
1. Love Don’t Cost a Thing
2. Love Don’t Cost a Thing (Full Intention Club Mix)
3. On the 6 Megamix (If You Had My Love/Waiting for Tonight/Let’s Get Loud)
4. Love Don’t Cost a Thing (videó)

### Ausztrália: kislemez
1. Love Don’t Cost a Thing
2. On the 6 Megamix (If You Had My Love/Waiting for Tonight/Let’s Get Loud)
3. Love Don’t Cost a Thing (RJ Schoolyard Mix ft. Fat Joe)

### Tajvan: MAXI kislemez
1. Love Don’t Cost a Thing
2. Love Don’t Cost a Thing (Schoolyard Mix)
3. On the 6 Megamix (If You Had My Love/Waiting for Tonight/Let’s Get Loud)

## Helyezések
| Országok                       | Csúcspozició |
| ------------------------------ | ------------ |
| Ausztrál kislemezlista         | 4            |
| Osztrák kislemezlista          | 11           |
| Belga kislemezlista (Flandria) | 7            |
| Belga kislemezlista (Vallónia) | 2            |
| Kanadai kislemezlista          | 1            |
| Dán kislemezlista              | 4            |
| Holland kislemezlista          | 1            |
| Európai Hot 100 kislemezlista  | 2            |
| Finn kislemezlista             | 1            |
| Francia kislemezlista          | 5            |
| Német kislemezlista            | 6            |

| Országok (2001)                                          | Csúcspozíció |
| -------------------------------------------------------- | ------------ |
| Ír kislemezlista                                         | 4            |
| Olasz kislemezlista                                      | 1            |
| Új-Zélandi kislemezlista                                 | 1            |
| Norvég kislemezlista                                     | 3            |
| Svéd kislemezlista                                       | 3            |
| Svájci kislemezlista                                     | 2            |
| Brit kislemezlista                                       | 1            |
| U.S. Billboard Hot 100                                   | 3            |
| U.S. Billboard Hot R&B/Hip-Hop Songs                     | 40           |
| U.S. Billboard Hot Dance Club Songs\|Hot Dance Club Play | 9            |

## Minősítések
| Ország             | Tanusitó | Minősítés | Értékesítés |
| ------------------ | -------- | --------- | ----------- |
| Ausztrália         | ARIA     | Platina   | 70,000      |
| Svájc              | IFPI     | Arany     | 20,000      |
| Egyesült Királyság | BPI      | Ezüst     | 200,000     |

### Amor Se Paga con Amor
| Ország                                      | Csúcspozíció |
| ------------------------------------------- | ------------ |
| U.S. Billboard Hot Latin Tracks             | 21           |
| U.S. Billboard Latin Pop Airplay            | 8            |
| U.S. Billboard Latin Tropical/Salsa Airplay | 3            |

## Fordítás
Ez a szócikk részben vagy egészben  a   Love Don't Cost a Thing című angol Wikipédia-szócikk fordításán alapul.  Az eredeti cikk szerkesztőit annak laptörténete sorolja fel. Ez a jelzés csupán a megfogalmazás eredetét és a szerzői jogokat jelzi, nem szolgál a cikkben szereplő információk forrásmegjelöléseként.